# Carolyn D. Meadows
Carolyn Dodgen Meadows (née Carolyn Dodgen en 1938) est une militante conservatrice américaine qui a été présidente de la National Rifle Association (NRA). Elle a été élue présidente de l'organisation en avril 2019, après que le président de l'époque, Oliver North, a été évincé du poste. Elle est également deuxième vice-présidente du conseil d'administration de l'American Conservative Union et présidente du conseil d'administration de la Stone Mountain Memorial Association,.

## Jeunesse et éducation
Mme Meadows est née et a grandi dans le comté de Cobb, en Géorgie. Son père était Roy N. Dodgen (qui a donné son nom à la Dodgen Middle School) et sa mère Cleo (née Mabry) Dodgen. Elle est diplômée de la Sprayberry High School en 1956, après quoi elle s'inscrit à l'université d'État de Géorgie.

## Carrière
Mme Meadows a été membre du Comité national républicain (Republican National Committee) de Géorgie, fonction qu'elle a assumée pour la première fois en 1988. Elle a rejoint le conseil d'administration de la National Rifle Association en 2003, dont elle a été la deuxième vice-présidente avant d'être élue présidente en 2019. Mme Meadows a travaillé chez Lockheed Martin pendant 12 ans en tant qu'acheteuse pour le magasin des employés.
En avril 2019, Meadows a déclaré que la représentante Lucy McBath, éminente défenseuse du contrôle des armes à feu, n'avait été élue au Congrès que parce qu'elle était une "femme issue d'une minorité",. Peu après avoir essuyé des critiques, elle s'est excusée pour cette déclaration.

## Vie privée
Mme Meadows vit à Marietta, en Géorgie, avec son mari, Bob Meadows, avec qui elle a trois fils et sept petits-enfants.

## Source
- (en) Cet article est partiellement ou en totalité issu de l’article de Wikipédia en anglais intitulé « Carolyn D. Meadows » (voir la liste des auteurs).